# Шелби (тауншип, Мичиган)
Шелби (англ. Shelby) — хартийный тауншип в США в округе Маком штата Мичиган.
Тауншип является богатым северным пригородом Детройта. По данным переписи 2020 года, его население составляло 79 408 человек, что больше, чем 73 804 в 2010 году. Шелби — одно из самых быстрорастущих сообществ в агломерации Детройта.

## История
Тауншип Шелби был образован актом территориального законодательного собрания Мичигана 12 апреля 1827 года, а в мае следующего года было организовано гражданское управление. Первоначально он включал в себя территорию, которая сейчас называется Стерлинг-Хайтс, которая была выделена 17 марта 1835 года в качестве тауншипа Джефферсон, переименованного в Стерлинг 6 марта 1838 года. Ютика, расположенная на южной окраине тауншипа, первоначально была зарегистрирована как деревня 9 марта 1838 года, хотя вскоре после этого это объединение было расформировано. Деревня была зарегистрирована вторично 10 мая 1877 года.

## Население
| 2010   | 2020    |
| ------ | ------- |
| 73 804 | ↗79 408 |